# 와석포
와석포(臥石浦)는 경기도 화성시 서신면 송교리 산107번지에 위치한 섬이다. 면적은 1만 4705m2이며 육지와 약 1.6km 떨어져 있다.

## 지리
수산물 임시 집하장으로 쓰이는 시멘트 구조물이 섬을 뒤덮고 있다. 식물은 확인되지 않았으며, 해조류로는 부채까막살(Carpopeltis prolifera)만이 확인되었다. 무척추동물은 굴, 검은줄좁쌀무늬고둥, 고랑따개비가 우점종이다.